# Факултет за исламске студије Нови Пазар
Факултет за исламске студије је високошколска установа у Новом Пазару. Основан је 12. маја 2001. као Исламска педагошка академија, док је 2005. усвојен данашњи назив. Ради под покровитељством Исламске заједнице у Србији.